# Bulkington-Pass
Der Bulkington-Pass ist ein Gebirgspass an der Oskar-II.-Küste des Grahamlands auf der Antarktischen Halbinsel. Er verläuft in nordost-südwestlicher Richtung über eine Länge von 6 km an der Südseite des Flask-Gletschers bzw. westlich des Bildad Peak und stellt die Aufstiegsroute vom Vorlandgletscher nördlich des Adit-Nunatak zum Flask-Gletscher dar.
Das UK Antarctic Place-Names Committee benannte den Pass 1976 nach der fiktiven Figur Bulkington, einem Besatzungsmitglied auf dem Walfänger Pequod in Herman Melvilles 1851 veröffentlichtem Roman Moby-Dick.